# サン・ジョヴァンニ・リピオーニ
サン・ジョヴァンニ・リピオーニ（イタリア語: San Giovanni Lipioni）は、イタリア共和国アブルッツォ州キエーティ県にある、人口約200人の基礎自治体（コムーネ）。

## 地理

### 位置・広がり

#### 隣接コムーネ
隣接するコムーネは以下の通り。括弧内のCBはカンポバッソ県（モリーゼ州）所属を示す。
- カステルグイドーネ
- チェレンツァ・スル・トリーニョ
- ロッカヴィヴァーラ (CB)
- トッレブルーナ